# Vincenc František Kostelecký
Vincenc František Kostelecký, též Čeněk František Kostelecký, německy Vincenz Franz Kostelecky (13. března 1801 Komárov – 19. srpna 1887 Dejvice), byl rakouský lékař, botanik, vysokoškolský pedagog a politik z Čech, v 60. letech 19. století poslanec Českého zemského sněmu; rektor Karlo-Ferdinandovy univerzity.

## Biografie
Pocházel z měšťanské rodiny. Vystudoval medicínu na Karlo-Ferdinandově univerzitě v Praze. Roku 1824 získal titul doktora medicíny. Pracoval pak jako asistent u profesora Josefa Bohumíra Mikana. Během epidemie cholery v roce 1830 léčil chudé. Od roku 1831 byl suplentem a od roku 1835 řádným profesorem medicínsko-farmaceutické botaniky na Lékařské fakultě Univerzity Karlovy. Od roku 1836 byl členem Vlastenecko-hospodářské společnosti a od roku 1862 spolku Verein für Geschichte der Deutschen in Böhmen. V letech 1851–1852 a 1867–1868 zastával funkci rektora Karlo-Ferdinandovy univerzity. Specializoval se na farmakologii a botaniku. Publikoval četné odborné studie. Mezi jeho hlavní díla patří Clavis analytika in Floram Bohemiae phanerogamicam (1825) a rozsáhlý soubor Allgemeine medicinische pharmaceutische Flora (1831–1836). Jmenuje se po něm Thymus pannonicus Kosteleckyanus. Řídil botanickou zahradu na Smíchově. Byl bezdětný. V roce 1872 odešel do penze. U příležitosti odchodu na penzi mu byl udělen Řád Františka Josefa. Pro pražskou univerzitu zpracoval rozsáhlý herbář, který byl ovšem v 60. letech 19. století zčásti zničen při požáru zahradního domu v botanické zahradě.
V 60. letech se zapojil i do vysoké politiky. V letech 1867–1868 usedl na Český zemský sněm, kde působil jako virilista (tedy poslanec z titulu své funkce rektora pražské univerzity).
Zemřel v srpnu 1887 ve své vile Strakovka v Dejvicích u Prahy, kde trávil penzi. Do poslední doby se zajímal o botaniku.